# Axel Brown
Axel Brown (Harrogate, Reino Unido 2 de abril de 1992) es un deportista de Trinidad y Tobago que compite en Bobsleigh. Hasta 2021 compitió para su país de nacimiento Reino Unido, pero ese año decidió competir por el país de nacimiento de su madre.

## Trayectoria
Comenzó compitiendo para el Reino Unido su país de nacimiento, hasta 2019 lo hizo como freno, ese año decidió cambiarse a la posición de piloto. Finalmente decidió comenzar a competir para el país de nacimiento de su madre Trinidad y Tobago.

### Juegos Olímpicos de Pekín 2022
Consiguió clasificarse para los Juegos Olímpicos de Pekín 2022 y junto con su compañero André Marcano se convirtieron en los primeros competidores de Trinidad y Tobago en competir en unos Juegos Olímpicos de invierno en 20 años. Finalizó en vigésimo octava posición con un tiempo de 3:02.56.